# Kilari (manga)
 (septembre 2011).
Cet article concerne la série manga. Pour la série anime, voir Kilari (série). Pour les autres articles homonymes, voir Kilari.
Kilari (きらりん☆レボリューション, Kirarin Revolution) est un shōjo manga créé par An Nakahara en 2004. Il a commencé à paraître en France en 2009 chez Glénat. Il est aussi adapté en anime, diffusée au Japon entre 2006 et 2009 sur TV Tokyo, et en France entre 2008 et 2011 sur Télétoon+ sous le nom de Kilari.
En 2007, le manga est récompensé par le prix Shōgakukan dans la catégorie enfant.

## Synopsis
Kilari (signifiant: scintiller) raconte l'histoire d'une collégienne de 14 ans, Kilari (originellement: Kirari (きらり)), qui tombe amoureuse d'un chanteur célèbre : Seiji. Pour se rapprocher de lui et faire partie "du même monde " (comme dit Hiroto l'ami de Seiji), elle tente de devenir elle-même une chanteuse idol, malgré les différents obstacles ainsi que les remarques décourageantes du deuxième membre des Ships, Hiroto, un garçon arrogant, critiquant toujours Kilari, mais volant toujours à son secours. L'histoire tourne autour d'un triangle amoureux qui se décide entre Kilari, Hiroto et Seiji.

## Personnages

### Personnages principaux
Kilari Tsukishima : 14 ans. Raffole des crêpes et des carpes fourrées. C'est une belle jeune fille maladroite et très naïve. Rêve de devenir une grande artiste à succès pour offrir du bonheur à ses fans et est amoureuse de Seiji, chanteur du groupe Ships. Puis, elle se rendra compte que ses sentiments ont évolué et qu'elle est maintenant secrètement amoureuse de Hiroto. Quand elle découvrira qu'elle aime Hiroto, celui-ci se fera embrasser par Izumi Amakawa et Fubuki Todo (faux baiser caché par un bouquet de fleurs). Elle lui fait sa déclaration dans le tome 14. Toujours prête à se faire de nouveaux amis, Kilari n'hésite pas à collaborer avec d'autres artistes notamment si cela peut les aider à démarrer (et rendre les gens heureux au passage).
Na-san : Chat de Kilari. Malgré son statut d'animal, il demeure le personnage le plus intelligent de la série (il résout une équation mathématique niveau doctorat en quelques secondes). C'est un chat dévoué à Kilari et qui sait tout faire (la cuisine, la couture, le chant, la métallurgie...). Il est le frère de Na-Yan et de Mya-San.
Hiroto Kazama : 14 ans. Membre des Ships et également leader des ships . Contrairement à Seiji, il est direct et parfois brutal avec Kilari, mais il a un grand cœur aussi finit-il toujours par voler à son secours. Il est amoureux de Kilari et est également très jaloux quand un autre garçon approche Kilari. Il s'occupe souvent de ses petits frères. Il sait cuisiner et coudre.
Seiji Hiwatari : 14 ans puis 15. Membre des Ships. Gentil, positif et prévenant, il possède une personnalité très particulière qui ne nous permet pas de savoir à quoi il pense exactement mais il n'est pas amoureux de Kilari. Il tient énormément à Kame-san (sa tortue qu'il serait prêt à épouser bien que ce soit un mâle). Il aidera Kilari à être plus sincère envers ses sentiments en lui faisant une fausse déclaration devant Hiroto (cela l'aidera aussi car il se rendra compte qu'il est amoureux d'elle). Sa famille est très riche : elle possède un château, des serviteurs, un parc d'attractions...

### Amis et rivaux
Arashi Amamiya : 14 ans. Magicien obsédé amoureux de Kilari depuis leur enfance.
Érina Ogura : 14 ans. Rivale de Kilari et dans la même agence qu'elle (les 2 premières saisons). Elle tombera amoureuse de Subaru, le frère de Kilari. Kilari croit qu'elle est son amie (ce qui n'est pas le cas)
Fubuki Todo : 14 ans. Amie de Kilari de l'agence Higashiyama et ancienne rivale de kilari. Elle se rendras compte du potentiel de kilari au fil du temps et apprécié sa compagnie même si Fubuki lui lance de petite pique (amicalement) et l'aide à s'améliorer.
Miku et Sayaka : Copines d'école de Kilari.
Kiriya Hayami : 14 ans puis 15. Chanteur Solo. Adulé de ses fans il enfonce Kirari dans des problèmes sans fin. En fait il est secrètement amoureux d'elle, ce qui n'est pas réciproque. Dans le manga, son nom de scène est Cloudy et son vrai nom est Hayami. Il fêtera ses 15 ans avec Kilari et les Ships dans le tome 11 ("même si c'est vraiment son anniversaire aujourd'hui").
Cobeni Hanasaki : Membre du groupe "Voie Lactée". Cobéni est une jeune fille plutôt timide qui sait lire les prédictions astrologiques et porte toujours sur elle une boule de cristal. elle est la propriétaire de Mi-Chan.
Noélie Yukino : Membre du groupe "Voie Lactée". Noélie est une jeune fille sportive (c'est de famille) plutôt impulsive et direct tout l'inverse de Cobéni. Elle est la propriétaire de Ni-Kun.

### Famille de Kilari
Takashi Tsukishima : Père de Kilari. Séparé de sa femme peu après la naissance de Kilari, il a élevé seul sa fille et son fils.
Subaru Tsukishima : Grand frère de Kilari. Vit à New York.
Lara Tsukishima : Mère de Kilari. Actrice à New York qui se fait appeler Luna.
Mamie-chan: Grand-mère de Kilari. Elle est très petite et très gentille, elle adore sa petite-fille. Mamie-chan aime beaucoup Hiroto (L'un des chanteurs des Ships) et ferait tout pour lui

### Managers et producteurs
M. Muranishi : Directeur de l'agence Muranishi qui produit les Ships et Kilari. C'est aussi le manager des Ships. Il se marie avec Kasumi à la fin du tome 14
Kasumi Kumoi : Adjointe de Muranishi et manager de Kilari. Autrefois chanteuse dans l'agence Higashiyama. On peut penser que c'est sa relation avec Muranishi qui est la cause de la rivalité entre les deux maisons. (En effet, Mme Higashiyama est amoureuse de lui. Quand il a voulu aider Kasumi, elle a pris cela pour une preuve d'amour envers elle, alors qu'il en aurait fait tout autant pour une autre idole.) M. Muranishi est passionné par le monde du spectacle et ces idoles. Elle se marie avec Muranishi à la fin du tome 14.
M. Shakujii : Agent d'Erina.
Kahoru Higashiyama : Directrice de l'agence Higashiyama. Elle est prête à tout pour ruiner la carrière de Kilari et favoriser ses artistes. Amoureuse en secret de Muranishi.

### Mascottes et animaux de compagnie
Kame-san : Tortue de Seiji.
Mr Nezumi : Bien qu'étant une souris, il est le véritable propriétaire (et directeur) de l'agence Muranishi. Sexe masculin.
Mister Na : Chat de Subaru.
Na-yan : Chat d'Arashi et frère de Na-san et de Mya-San.
Mya-san : Chat de Fubuki et frère de Na-san et Na-yan.
Myu-tan: Petite chatte aussi casse-cou que Kilari, amoureuse de Na-san.
À la fin de la série, elle aura des petits avec lui . (Elle n'apparaît que dans l'anime)
Yoka-san: Petite chatte de Izumi Amakawa cette petite chatte portant des lunettes est elle aussi amoureuse de Na-san.
Ni-Kun : Chat de Noélie Yukino. C'est un chat qui joue les gros bras mais qui cache au fond un grand cœur, il est amoureux de Myu-tan.
Catherine : Catherine est le crocodile de compagnie de Kahoru Higashiyama, on la voit à l'ouverture de l'agence blackwood. 
Tan Tan : chien bulldog de Érina Ogura. contrairement à Na-san, il est stupide ce qui le rend attachant et drôle.
Chichi Maro : Chat de Sirius. Il a le pouvoir de rendre amoureux n'importe qui d'un simple regard et a des pouvoirs télékinétiques. 

### Autre
M. Gengoro Daimonji : Présentateur d'une émission de variétés à la télé. Toutes les femmes tombent amoureuses de lui grâce à son "regard de braise". Il est célèbre notamment auprès des ménagères pour avoir joué dans la série "l'inspecteur séducteur". (N'apparaît pas dans le manga).
Tomi Bakoucho: Ancien humoriste qui revient sur scène grâce à Kilari (voir épisode 5 saison 1)(n'apparait pas dans le manga)

## Manga

### Tomes parus
Sources : Pour les dates japonaises, article List of Kirarin Revolution chapters sur wikipedia en. Pour les dates françaises, le site Manga-news et le blog Kilari sur Glénat.
| Numéro de tome | Date de sortie japonaise | Date de sortie française |
| -------------- | ------------------------ | ------------------------ |
| 1              | 28 août 2004             | 9 septembre 2009         |
| 2              | 1er février 2005         | 9 septembre 2009         |
| 3              | 27 avril 2005            | 25 novembre 2009         |
| 4              | 27 août 2005             | 13 janvier 2010          |
| 5              | 26 décembre 2005         | 3 mars 2010              |
| 6              | 31 mars 2006             | 5 mai 2010               |
| 7              | 29 juillet 2006          | 30 juin 2010             |
| 8              | 29 novembre 2006         | 8 septembre 2010         |
| 9              | 30 mars 2007             | 3 novembre 2010          |
| 10             | 31 août 2007             | 2 février 2011           |
| 11             | 31 janvier 2008          | 6 avril 2011             |
| 12             | 1er juillet 2008         | 8 juin 2011              |
| 13             | 28 novembre 2008         | 24 août 2011             |
| 14             | 24 juillet 2009          | 5 octobre 2011           |

## Produit dérivés
Plusieurs jeux vidéo produits par Konami sont sortis sur Nintendo DS pendant la diffusion de la série. Les six jeux se sont vendus à un total cumulé de 650 000 exemplaires.
| Titre | Console(s)  | Date de sortie                              | Éditeur |
| --- | ----------- | ------------------------------------------- | ------- |
| Kirarin Revolution: Kira Kira Idol Audition (きらりん☆レボリューション きらきらアイドルオーディション)                   | Nintendo DS | JAP : 10 août 2006                          | Konami  |
| Kilari : Na-San, mon meilleur ami                                                                                        | Nintendo DS | JAP : 7 décembre 2006 FRA : 29 avril 2010   | Konami  |
| Kilari : Deviens une Star                                                                                                | Nintendo DS | JAP : 12 juillet 2007 EUR : 4 novembre 2010 | Konami  |
| Kirarin Revolution: Tsukutte Misechao! Kime Kira Stage (きらりん☆レボリューション つくってみせちゃお! キメ☆きらステージ) | Nintendo DS | JAP : 13 décembre 2007                      | Konami  |
| Kirarin Revolution: Minna de Odorou Furi Furi Debut! (きらりん☆レボリューション みんなでおどろうフリフリデビュー!)       | Nintendo DS | JAP : 24 juillet 2008                       | Konami  |
| Kirarin Revolution: Atsumete Change! Kurikira Coord (きらりん☆レボリューション あつめてチェンジ!クルキラ★コーデ)         | Nintendo DS | JAP : 20 décembre 2008                      | Konami  |

### Jeu de carte à collectioner
Atlus a commercialisé un ensemble de cartes à collectionner pour la série, compatibles avec les jeux d'arcade Kirarin Revolution disponibles du 28 novembre 2006 à juillet 2009. Le premier lot s'intitulait Kirarin Revolution: Happy Idol Life (きらりん☆レボリューション ハッピー★アイドルライフ). Le second, sorti en 2008, portait le nom de Kirarin Revolution: Kuru Kira Idol Days (きらりん☆レボリューション クルキラ★アイドルDays). Avec les cartes poupées en papier Millefeui de Takara Tomy, les cartes Kuru Kira Idol Days se sont vendues à un total cumulé de 50 millions d'exemplaires.